# Títulos do Club Alianza Lima
Esta é uma lista de títulos do Club Alianza Lima. Apresenta uma relação de conquistas no futebol, principal modalidade praticada pelo clube. Os títulos obtidos pelo Alianza Lima, cuja sede está localizada em Lima, o tornam um dos clubes mais importantes e premiados do Peru.

## Títulos nofutebol

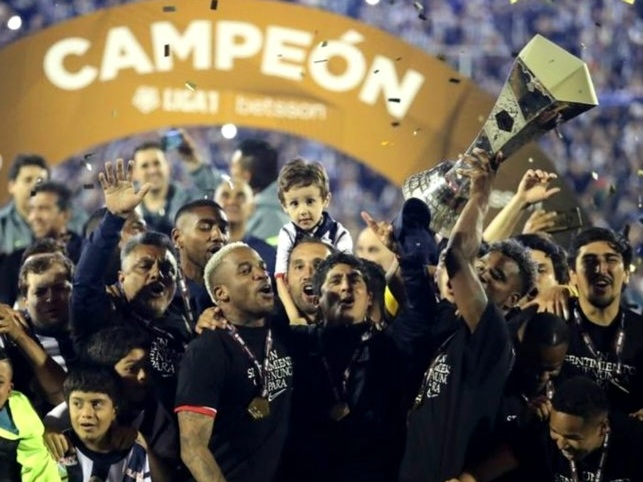
Comemoração do título do campeonato peruano em 2022

### Títulos principais
| Continentais FVF | Continentais FVF                     | Continentais FVF | Continentais FVF |
|                  | Competição                           | Títulos          | Temporadas |
| ---------------- | ------------------------------------ | ---------------- | --- |
|                  | Copa Simón Bolívar                   | 1                | 1976 |
| Nacionais        |                                      |                  | |
|                  | Competição                           | Títulos          | Temporadas |
|                  | Campeonato Peruano de Futebol        | 25               | 1918, 1919, 1927, 1928, 1931, 1932, 1933, 1948, 1952, 1954, 1955, 1962, 1963, 1965, 1975, 1977, 1978, 1997, 2001, 2003, 2004, 2006, 2017, 2021 e 2022 |
|                  | Supercopa Peruana                    | 1                | 1919 |
|                  | Campeonato Peruano - Segunda Divisão | 1                | 1939 |
|                  | TOTAL:                               | 28               | 1 continentais; 27 nacionais |

### Outros torneios oficiais
| Nacionais | Nacionais                  | Nacionais | Nacionais                                 |
|           | Competição                 | Títulos   | Temporadas                                |
| --------- | -------------------------- | --------- | ----------------------------------------- |
|           | Torneo Apertura            | 5         | 1997, 2001, 2004, 2006 e 2017             |
|           | Torneo Clausura            | 7         | 1997, 1999, 2003, 2017, 2019, 2021 e 2022 |
|           | Torneo del Inca            | 1         | 2014                                      |
|           | Torneo Descentalizado      | 2         | 1986 e 1987                               |
|           | Torneo de Primeros Equipos | 3         | 1931, 1932, 1933 e 1934                   |

### Outros títulos

#### internacionais
- 90 anos do Alianza Lima: 1991[10]
- Centenário do Club Alianza Lima: 2001[11]
- Copa Cidade de Rosário: 2011[12]
- Copa EuroAmericana: 2014

## Categorias de base

### Internacionais
- Bogotá Cup Sub 19: 2019[13]
- Mundialito Austral Cup Sub-15: 2020[14]

### Nacionais
- Torneo de Reserva: 2 vezes (2011[15] e 2022[16])
- Torneo Élite Sub-18: 2022[17]
- Torneo Élite Sub-15: 2022[18]
- Torneo Élite Sub-14: 2022[18]
- Torneo Élite Sub-13: 2022[17]